# Justyna Mudy
Justyna Mudy (ur. 20 października 1984) – polska lekkoatletka specjalizująca się w biegach długich.

## Kariera
Srebrna medalistka mistrzostw Europy w przełajach w drużynie do 23 lat (2006). Reprezentantka Polski w meczach międzypaństwowych w kategorii młodzieżowców. Medalistka mistrzostw kraju w różnych kategoriach wiekowych.

## Rekordy życiowe
| Konkurencja                        | Rezultat | Data             | Miejsce      |
| ---------------------------------- | -------- | ---------------- | ------------ |
| Bieg na 800 metrów                 | 2:19,58  | 3 kwietnia 2010  | Durham       |
| Bieg na 1000 metrów                | 3:00,14  | 10 maja 2003     | Mielec       |
| Bieg na 1500 metrów                | 4:32,21  | 13 maja 2007     | Sosnowiec    |
| Bieg na 3000 metrów                | 9:36,49  | 3 września 2005  | Kraków       |
| Bieg na 3000 metrów (hala)         | 9:38,41  | 25 lutego 2006   | Spała        |
| Bieg na 5000 metrów                | 16:42,19 | 22 września 2004 | Kraków       |
| Bieg na 10 000 metrów              | 35:13,18 | 5 maja 2007      | Warszawa     |
| Bieg na 3000 metrów z przeszkodami | 10:12,31 | 23 maja 2009     | Edwardsville |